# Institut für Hochenergiephysik der Chinesischen Akademie der Wissenschaften

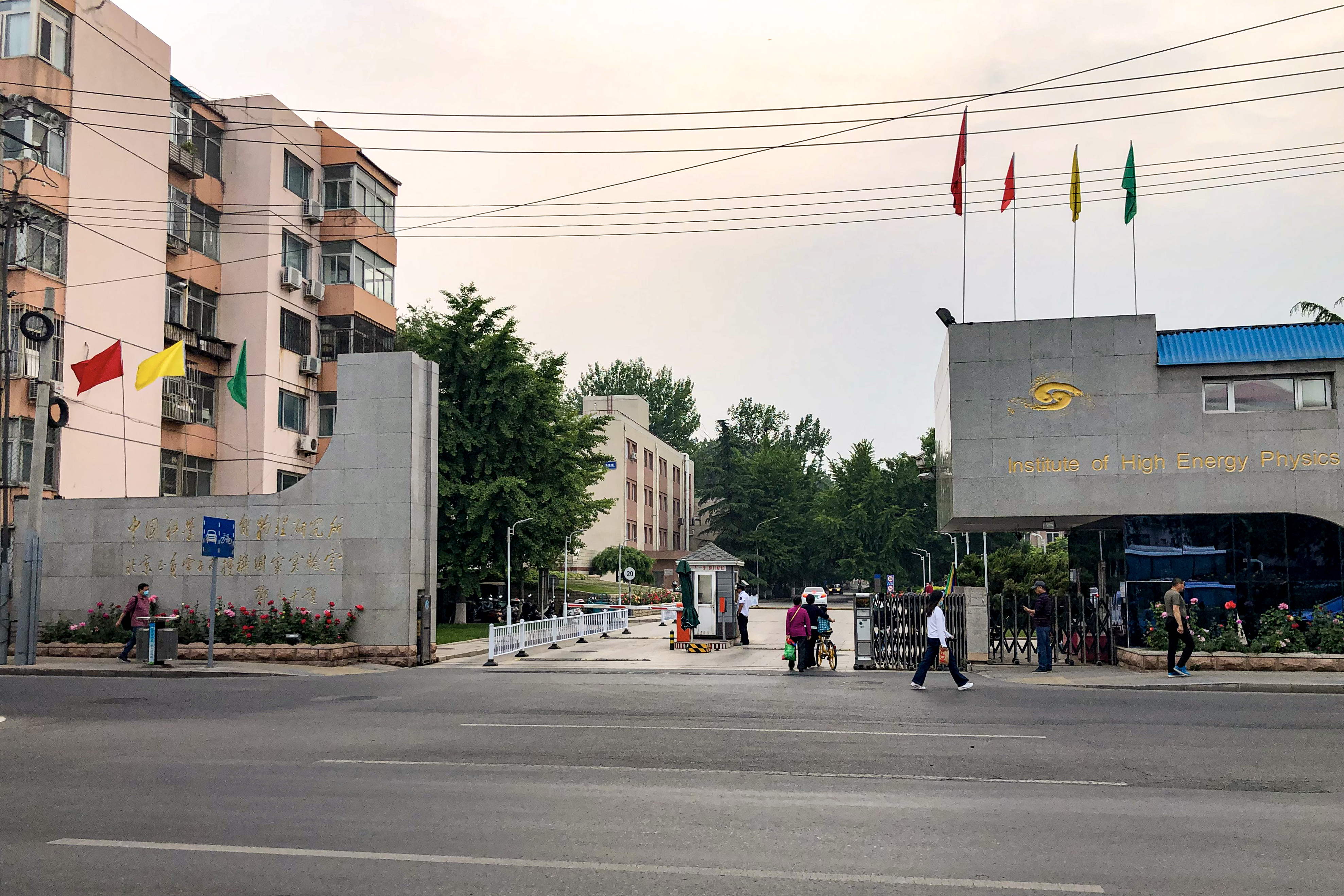
Haupteingang des Instituts

Das Institut für Hochenergiephysik der Chinesischen Akademie der Wissenschaften (chinesisch 中国科学院高能物理研究所, Pinyin Zhōngguó Kēxuéyuàn Gāonéng Wùlǐ Yánjiūsuǒ), auch bekannt unter seiner englischen Bezeichnung Institute of High Energy Physics bzw. IHEP, befasst sich primär mt experimenteller Teilchenphysik. Der Hauptsitz des Instituts befindet sich im Stadtbezirk Shijingshan von Peking.

## Geschichte

### Institut für Moderne Physik

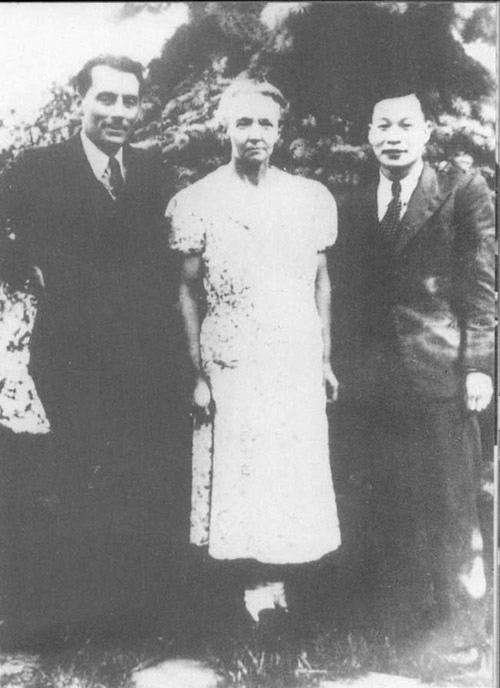
Qian Sanqiang mit Frédéric und Irène Joliot-Curie in Paris (Frühjahr 1948)

Das Institut für Hochenergiephysik geht zurück auf das am 19. Mai 1950 von Wu Youxun, Physikprofessor an der Jiaotong-Universität Shanghai, und Qian Sanqiang, Physikprofessor an der Tsinghua-Universität, im Pekinger Stadtbezirk Dongcheng gegründete Institut für Moderne Physik der Chinesischen Akademie der Wissenschaften (中国科学院近代物理研究所), dessen Forschungsschwerpunkt bei der Kerntechnik lag. Die Leitung des Instituts übernahm zunächst Wu Youxun, Qian Sanqiang wurde sein Stellvertreter. Die anfangs gut 20 Mitarbeiter waren zum größten Teil Kernphysiker von der ehemaligen Academia Sinica in Nanjing und der Nationalen Beiping-Akademie, beides Vorläuferorganisationen der Chinesischen Akademie der Wissenschaften. 1951 wurde Wu Youxun stellvertretender Präsident der Akademie und Qian Sanqiang übernahm die Leitung des Instituts für Moderne Physik.

### Institut für Atomenergie
Qian Sanqiang hatte zwar von 1937 bis 1948 am Institut du Radium in Paris gearbeitet, besaß jedoch einen großen Bekanntenkreis unter den chinesischen Wissenschaftlern. Er nutzte sein Netzwerk, um im Laufe der folgenden Jahre mehrere hundert Experten  aus den Gebieten Experimentalphysik, Theoretische Physik, Radiochemie, Computerwissenschaft und Vakuumtechnik anzuwerben. Am 6. Oktober 1953 wurde das Institut für Moderne Physik per Beschluss der Akademie in  „Institut für Physik der Chinesischen Akademie der Wissenschaften“ (中国科学院物理研究所) umbenannt, der Forschungsschwerpunkt lag jedoch immer noch bei der Kerntechnik. Im Jahr 1955 traf die chinesische Regierung auf Anweisung des Zentralkomitees der KPCh eine Vereinbarung mit der Sowjetunion über die Lieferung eines Schwerwasserreaktors mit einer Leistung von 7 MW und eines Zyklotrons mit einem Durchmesser von 1,2 m. Baubeginn für Reaktor und Zyklotron bei der damaligen Gemeinde Tuoli (坨里乡, heute Großgemeinde Qinglonghu im südwestlichen Stadtbezirk Fangshan) war am 26. Mai 1956.  Am 13. Juni 1958 erreichte der „Reaktor 101“ (101堆) erstmal die Kritikalität, am 27. September 1958 gingen Reaktor und Zyklotron in Betrieb.
Bis zum 1. Oktober 1958, dem chinesischen Nationalfeiertag, hatte man mit dem Reaktor 33 radioaktive Isotope wie 60Co, 24Na, 32P oder 45Ca erzeugt.
Das Institut für Physik war 1954 von seinem ursprünglichen Standort in der Innenstadt nach Zhongguancun im Westen von Peking verlegt worden. Am 1. Juli 1958 wurde es in  „Institut für Atomenergie der Chinesischen Akademie der Wissenschaften“ (中国科学院原子能研究所) umbenannt. Der Hauptsitz in Zhongguancun war die „Abteilung 1“ (一部), das Kernforschungszentrum in Tuoli die „Abteilung 2“ (二部) des Instituts.

### Institut für Hochenergiephysik
Das Institut für Atomenergie betrieb in Tuoli praxisorientierte Arbeit zur Kerntechnik. Was Grundlagenforschung zur Teilchenphysik betraf, so besaß China damals keine eigene Einrichtungen und war stattdessen seit 1956 am Vereinigten Institut für Kernforschung in Dubna bei Moskau beteiligt, wo es 20 % der Kosten zu tragen hatte. Zhang Wenyu (张文裕, 1910–1992), der von 1961 bis 1964 trotz der damals bereits verschlechterten chinesisch-sowjetischen Beziehungen Leiter der chinesischen Gruppe am Vereinigten Institut für Kernforschung gewesen war, begann nach seiner Rückkehr nach China und der Ernennung zum stellvertretenden Leiter des Instituts für Atomenergie mit den Planungen für einen chinesischen Hochenergie-Teilchenbeschleuniger.
Am 18. August 1972 schrieb Zhang Wenyu zusammen mit 17 Kollegen einen Brief an Premierminister Zhou Enlai, in dem die Wissenschaftler den Bau eines Hochenergie-Beschleunigers und die Einrichtung einer Forschungsbasis für Teilchenphysik vorschlugen. In seinem Antwortschreiben vom 11. September 1972 unterstützte Zhou Enlai den Plan. Daraufhin wurde am 1. Februar 1973 die Abteilung 1 per gemeinsamem Beschluss des für Kerntechnik zuständigen  Zweiten Ministeriums für Maschinenbauindustrie und der Akademie der Wissenschaften aus dem Institut für Atomenergie ausgelagert und zum eigenständigen „Institut für Hochenergiephysik der Chinesischen Akademie der Wissenschaften“ (中国科学院高能物理研究所) hochgestuft, erster Institutsleiter wurde Zhang Wenyu. Dies gilt heute als Gründungstag des Instituts.
Am 23. Dezember 1975 genehmigten Zhou Enlai und der stellvertretende Premierminister Deng Xiaoping die konkreten Vorplanungen für ein 50-GeV-Protonen-Synchrotron, das sogenannte „Projekt 753“ (七五三工程), im November 1977 dann Premierminister Hua Guofeng und das Zentralkomitee der KPCh den Bau der Forschungsbasis im damaligen Kreis Changping nordwestlich von Peking, das sogenannte „Projekt 87“ (八七工程). Der Bau der Forschungsstation verzögerte sich. Am 4. Mai 1981 fand unter der Leitung von Zhang Wenyu eine Konferenz statt, bei der das Projekt 87 neu bewertet und seine Einstellung beschlossen wurde; die bereits errichteten Gebäude in Changping gingen im Dezember 1983 an das Institut für Chemie der Chinesischen Akademie der Wissenschaften.

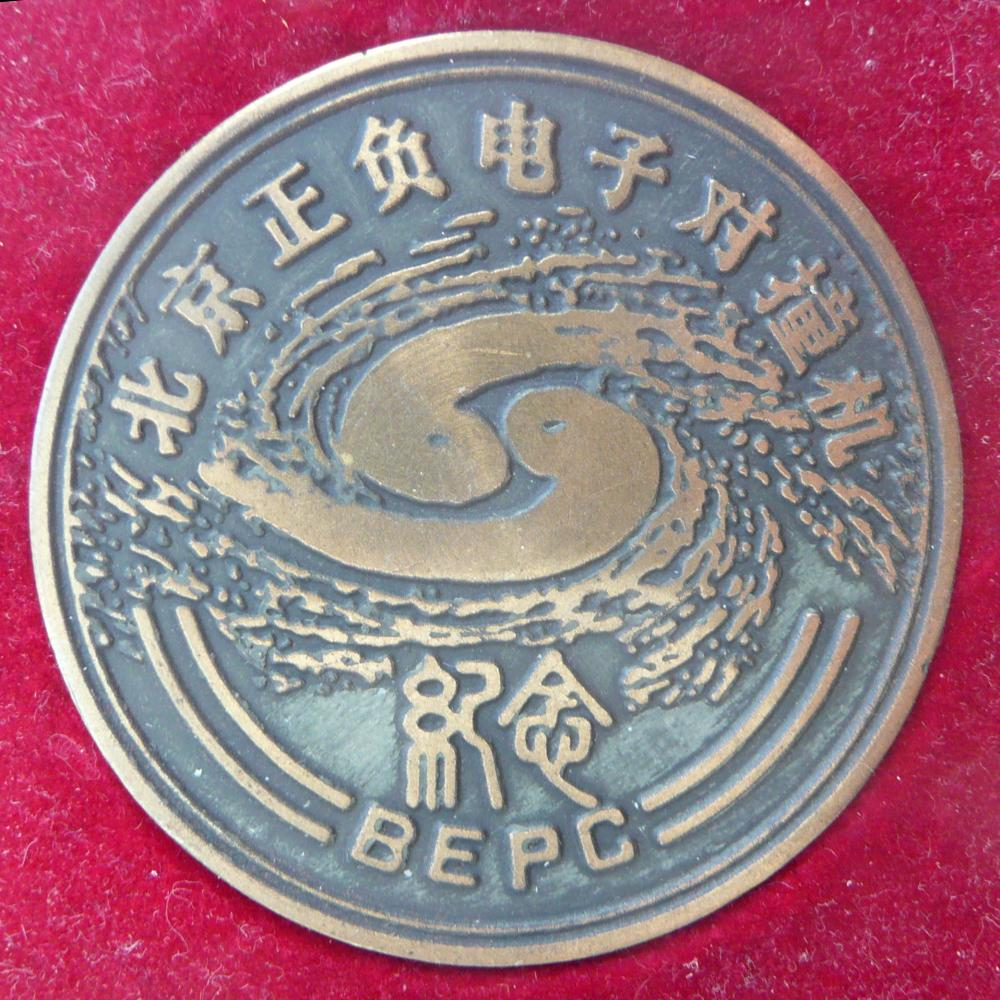
Gedenkmedaille zur Grundsteinlegung 1984

Als Ersatz für das Protonen-Synchrotron schlug Zhang Wenyu auf der Konferenz im Mai 1981 den Bau eines 2,2-GeV-Elektronen-Positronen-Speicherrings mit entgegengesetzter Umlaufrichtung vor, eines sogenannten Colliders. Auf einer weiteren Konferenz vom 22. bis 25. September 1981 wurden die diesbezüglichen Vorplanungen eingeleitet, am 7. Oktober 1984 war die Grundsteinlegung für die Anlage mit einem Speicherring von 240 m Umfang im westlichen Stadtbezirk Shijingshan, und am 16. Oktober 1988 fand an der im internationalen Sprachgebrauch Beijing Electron Positron Collider (BEPC) genannten Einrichtung die erste Kollision von Elektronen und Positronen statt.
Als der Staatsrat der Volksrepublik China im September 1984 den Bau des Speicherrings offiziell genehmigte, war in dem entsprechenden Dokument bereits die Nutzung der Anlage zur Erzeugung von Synchrotronstrahlung für andere Institute vorgesehen, insbesondere zur Forschung auf den Gebieten Materialwissenschaft und Biowissenschaften. Im Juni 1985 wurde hierfür am Institut ein eigenes Labor für Synchrotronstrahlung (同步辐射实验室) eingerichtet, das im weiteren Verlauf die entsprechenden Komponenten entwickelte und baute. Im April 1989 wurden die ersten Strahllinien installiert, im Juli 1989 wurden erstmals zwei Teilchenstrahlen zu Experimenten hinausgeführt. Ende 1991 wurde die Anlage zur allgemeinen Nutzung durch chinesische Einrichtungen freigegeben.
Parallel zum Elektronen-Positronen-Speicherring wurde ein 10-MeV-Protonenlinearbeschleuniger gebaut, mit dem am 17. Dezember 1982 erstmals ein Protonenstrahl erzeugt wurde. Mit dem Gerät wurden radioaktive Isotope für medizinische Zwecke hergestellt, außerdem wurde es zur Neutronentherapie genutzt. Am 25. April 1983 genehmigte der Staatsrat den Ausbau des Linearbeschleunigers auf 35 MeV. Am 12. August 1989 wurde erstmals ein Protonenstrahl von 35 Mev erzeugt. Dieses Gerät blieb bis 2003 in Betrieb.
Am 10. Februar 2003 billigte der Staatsrat den Vorschlag des Instituts, den Elektronen-Positronen-Collider mit einem zweiten Speicherring so zu erweitern, dass durch die getrennte Beschleunigung von Elektronen und Positronen in je einem Ring eine mit 1033 Teilchenbegegnungen pro Quadratzentimeter pro Sekunde im Vergleich zum Vorgängermodell hundertfache Kollisions-Luminosität erzeugt werden kann.
Am 17. Januar 2004 war Baubeginn für das 640 Millionen Yuan teure Projekt, am 25. Dezember 2006 wurde der Probebetrieb aufgenommen, am 19. Juli 2008 wurde das Beijing-Spektrometer in die Anlage integriert, und am 17. Juli 2009 wurde offiziell der Regelbetrieb aufgenommen.

## Struktur
Im Jahr 2023 hatte das Institut für Hochenergiephysik gut 1400 Mitarbeiter, 1200 davon Wissenschaftler und Ingenieure.
Direktor des Instituts war von 2011 bis 2024 der Teilchenphysiker Wang Yifang. Sein Nachfolger ist seit Oktober 2024 der Physiker Cao Jun.
Neben Verwaltungsabteilungen wie Buchhaltung, Personalbüro, Forschungsplanung und Pensionistenbetreuung hatte das Institut für Hochenergiephysik im Jahr 2023 sieben Forschungsabteilungen:
- Das Zentrum für Experimentalphysik (实验物理中心) nutzt das Beijing-Spektrometer BES III am Speicherring BEPC II, um Experimente mit zusammenstoßenden Elektronen und Positronen im Energiebereich 2–5 GeV durchzuführen. Außerdem nutzt das Zentrum das Daya-Bay-Experiment und das im Aufbau befindliche unterirdische Neutrino-Observatorium Jiangmen Underground Neutrino Observatory (JUNO) in Kaiping, bezirksfreie Stadt Jiangmen, für Forschungen zum Mischungswinkel θ13 von Neutrinos der ersten und dritten Generation und zur Bestimmung der Massenhierarchie der Neutrinos.[17][18][19]

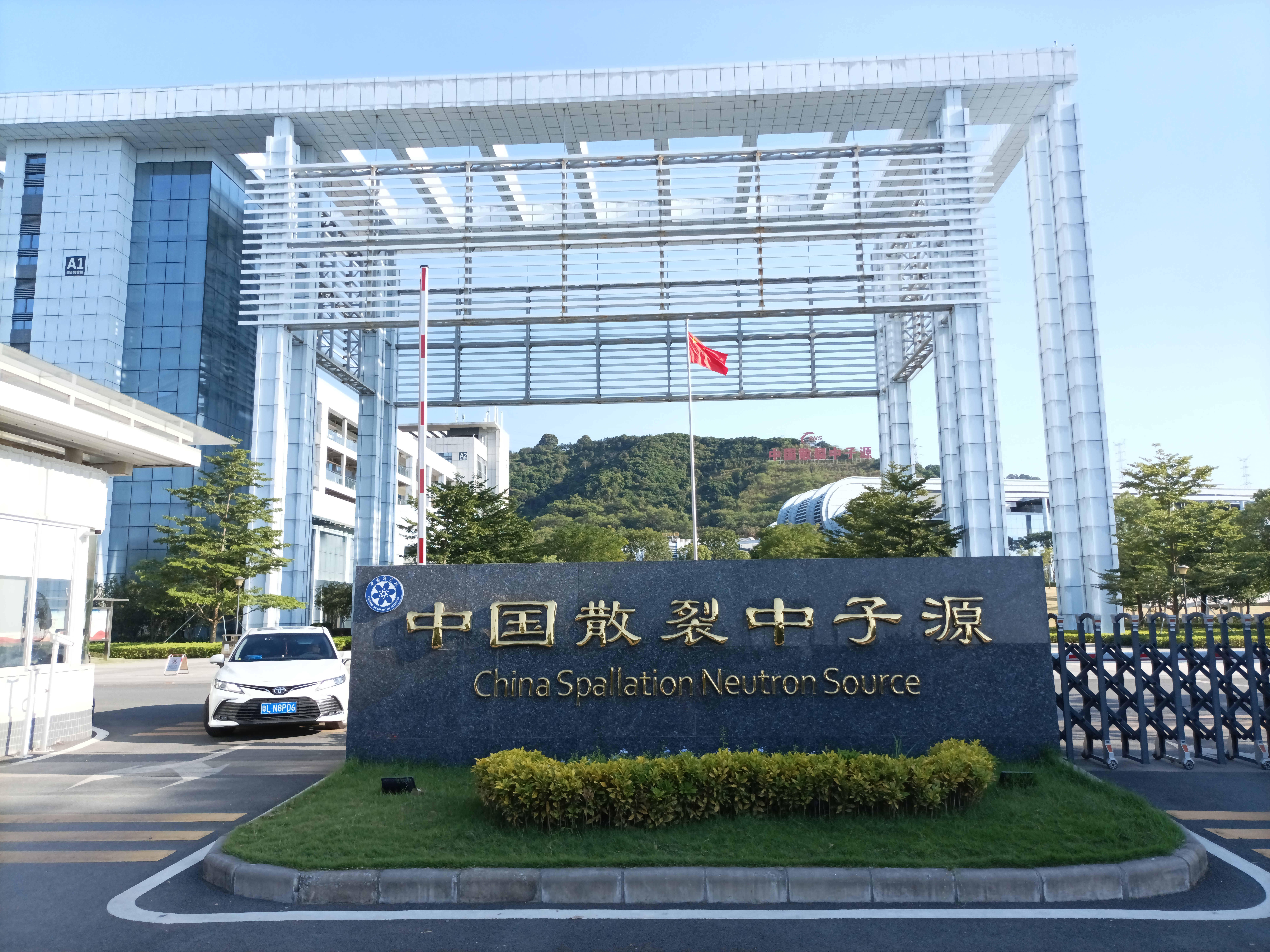
Die Spallationsquelle für Neutronen (CSNS) in Dongguan

- Das Beschleunigerzentrum (加速器中心) ist zuständig für Bau und Betrieb von Teilchenbeschleunigern. Neben dem Elektronen-Positronen-Speicherring am Hauptsitz des Instituts in Shijingshan und der Chinesischen Spallationsquelle für Neutronen (China Spallation Neutron Source bzw. CSNS) in Dongguan, Provinz Guangdong,[20] arbeitet man an einem Linearbeschleuniger, der die Reaktion in einem subkritischen Atomreaktor mit durch von außen eingeschossenen Protonen durch Spallation erzeugten Neutronen aufrechterhält. Bei dem in Entwicklung befindlichen Accelerator-Driven Subcritical Reactor System (加速器驱动的次临界核能系统, ADS) kann ein Proton mehrere Dutzend Neutronen erzeugen.[21][22] Außerdem arbeitet das Zentrum an einem Speicherring von 1284 m Umfang am Stadtrand von Peking,[23] der über einen Elektronenstrahl mit einer Energie von 5 GeV als Photonenquelle dienen soll,[24] die Beijing Advanced Photon Source (北京先进光源, BAPS).[25][26]
- Das Zentrum für Teilchenphysik und Astrophysik (粒子天体物理中心) ist eine interdisziplinäre Einrichtung. Bereits im Jahr 1954 wurde unter der Leitung von Wang Ganchang auf dem 3185 m hohen Luoxueshan (落雪山) im heutigen Stadtbezirk Dongchuan von Kunming, Provinz Yunnan, ein Labor zur Beobachtung von kosmischer Strahlung (宇宙线实验站) eingerichtet,[27] das in den Jahren 1958 bis 1965 mit drei großen Nebelkammern ausgestattet wurde.[28][29] Heute befasst man sich am Zentrum mit allen Arten von aus dem Weltraum kommenden Partikeln (elektrisch geladene Teilchen, Photonen, Neutrinos) und erforscht, wie diese von den physikalischen Eigenschaften der Himmelskörper beeinflusst werden. Hierzu verfügt man auf dem Gebiet der Großgemeinde Yangbajain nördlich von Lhasa über eine internationale Beobachtungsstation für kosmische Strahlung (羊八井国际宇宙线观测站), wo seit 1990 mit Japan und seit 2006 mit Italien Experimente durchgeführt werden.[30] Außerdem wurde ab Juni 2017 auf einer 4410 m hohen Ebene im Kreis Dabba, Provinz Sichuan, das Hochgelegene Luftschauer-Observatorium (Large High Altitude Air Shower Observatory bzw. LHAASO) gebaut, das im Dezember 2019 den Beobachtungsbetrieb aufnahm.[31] Neben den terrestrischen Einrichtungen führt das Zentrum auch direkt im Weltraum Messungen durch. So baute man die Röntgenspektrometer auf den Mondorbitern Chang’e 1 und Chang’e 2 sowie das Alphapartikel-Röntgenspektrometer auf dem Rover Jadehase.[32] Man entwickelte Nutzlasten für den 2015 gestarteten Dark Matter Particle Explorer, das 2017 gestartete Hard X-ray Modulation Telescope,[33] den 2018 gestarteten Magnetfeld-Beobachtungssatelliten CSES sowie die beiden 2020 gestarteten GECAM-Satelliten zur Beobachtung der elektromagnetischen Gegenstücke von Gravitationswellen.[34]
- Das Labor für theoretische Physik (理论物理研究室) gehörte 1950 zu den ersten Labors des Instituts für Moderne Physik.[35] Seit dem 6. September 2007 bildet es den Kern des vom Institut für Hochenergiephysik gemeinsam mit dem Astronomischen Observatorium Peking, dem Lanzhouer Institut für Moderne Physik, dem Institut für theoretische Physik und dem Shanghaier Institut für angewandte Physik betriebenen Forschungszentrums für theoretische Physik an wissenschaftlichen Großgeräten (中国科学院大科学装置理论物理研究中心).[36]
- Das Forschungszentrum für multiple Fachbereiche (多学科研究中心) wurde 2008 durch Zusammenlegung des Labors für Synchrotronstrahlung, des Labors für Nuklearanalyse[37] und des Labors für Freie-Elektronen-Laser gegründet. Neben der Nutzung der Synchrotronstrahlung des Elektronen-Positronen-Speicherrings am Hauptsitz des Instituts ist dort auch eine Anlage zur Anwendung von mit langsamen Positronen erzeugter, starker Annihilationsstrahlung für Materialforschungszwecke installiert.[38] Ebenfalls in den Bereich der Materialforschung fällt die Unterstützung von Archäologen bei der Altersbestimmung von Keramik, der Bestimmung der Materialherkunft, der Entwicklung von Brennöfen, Bemalung und Glasur sowie der Identifizierung von Fälschungen. Außerdem werden Nanomaterialien auf biologische Wirksamkeit und Bioverträglichkeit untersucht. Die englischsprachige Fachzeitschrift Nanotoxicology wurde 2007 von Mitarbeitern des Instituts in den USA gegründet.[39]
- Das Rechenzentrum (计算中心) des Instituts für Hochenergiephysik wurde 1974 gegründet, damals ausgerüstet mit einem Computer vom Typ DJS-8, dem damals größten, mit Transistoren und Magnetkernspeichern arbeitenden Digitalrechner Chinas. Mit 24-Bit-Befehlsworten und 48-Bit-Datenworten erzielte die in einem Raum mit 150 m² untergebrachte Anlage eine Rechenleistung von 280 kFLOPS.[40] Durch die technische Entwicklung beim Ethernet und insbesondere durch das Linux-Betriebssystem konnte man ab 1998 eine Serverfarm aufbauen, an die die einzelnen Labors des Instituts angeschlossen sind. Ende 2019 wurde mit 25.000 Prozessorkernen  eine Rechenleistung im PetaFLOP-Bereich erreicht.[41]
- Am Forschungszentrum für kerntechnische Anwendungen (核技术应用研究中心) befasst man sich mit nuklearmedizinischen Bildgebungstechniken wie Positronen-Emissions-Tomographie (PET), Einzelphotonen-Emissionscomputertomographie (SPECT) oder molekularer Bildgebung, Röntgenverfahren für zerstörungsfreie Materialprüfung, Fragen der Strahlensicherheit sowie Entwicklung und Bau von bei Beschleunigern verwendeten Peripheriegeräten.[42]

## Lehre
Schon vor der Kulturrevolution hatte man am damaligen Institut für Atomenergie Studenten ausgebildet. Als 1978 der Unterrichtsbetrieb an den Universitäten in ganz China wieder begann, nahm man zum Beginn des Studienjahrs am 1. September erstmals seit 1966 wieder Postgraduierte auf. 1981 erteilte der Staatsrat der Volksrepublik China dem Institut die Berechtigung, Diplom- und Doktortitel zu verleihen. Von 1978 bis Ende 2020 gab es am Institut 690 Diplom-Absolventen und 1363 Promotionen. Im Jahr 2021 hatte das Institut 700 Studenten, davon 290 Diplomanden und 410 Doktoranden. Den Studenten standen damals  434 Diplomandenbetreuer und 202 Doktorandenbetruer zur Auswahl.
Im Studienjahr 2023/2024 gab es am Institut für Hochenergiephysik folgende Fachbereiche und Studienfächer:
- Physik
  - Theoretische Physik
  - Teilchenphysik und Kernphysik
  - Physik der kondensierten Materie
  - Optik[44]
- Chemie
  - Anorganische Chemie
  - Bioanorganische Chemie[45]
- Kernphysik und Kerntechnik[46]
- Informatik[47]
- Diplomstudiengänge
  - Maschinenbau
  - Nachrichtentechnik
  - Rechnertechnik[48]